# بتنی (اورگن)
بتنی (به انگلیسی: Bethany) یک منطقهٔ مسکونی در ایالات متحده آمریکا است که در شهرستان واشینگتن، اورگن واقع شده‌است. بتنی ۲۰٬۶۴۶ نفر جمعیت دارد و ۹۱٫۴۴ متر بالاتر از سطح دریا واقع شده‌است.